# Oddone d'Orléans
Oddone o Eudes (770/780 – giugno 834) fu più volte conte d'Orléans, tra l'821 e l'834.

## Origine
Dei suoi ascendenti non si hanno notizie sicure, ma secondo lo storico francese Philippe Levillain, Oddone è il figlio del conte d'Orleans, Adrien, figlio del conte Geroldo (dopo il 1º luglio 784 -798) e di Imma (?-798), pronipote del duca d'Alemannia, Goffredo (?-706), e di Waldrada. Secondo la Vita Hludowici Imperatoris, Oddone era cugino di Bernardo di Settimania. Secondo gli Annales Bertiniani era il fratello maggiore del Conte di Blois, Guglielmo.

## Biografia
Secondo gli Annales Fuldenses Oddone che era missus dominicus dell'imperatore, Carlomagno, preso i Sassoni, nell'810, fu fatto prigioniero, sull'Elba, da Wilzi.
Secondo gli Einhardi Annales, Oddone fu tra i conti Franchi che, nell'811, parteciparono alle trattative di pace tra l'imperatore ed il re dei Vichinghi, il danese, Henningum.
Molto probabilmente divenne conte d'Orleans, nell'821, alla morte del padre, ma nell'827, non era più conte d'Orleans, infatti, secondo la Vita Hludowici Imperatoris, in quell'anno, Matfrid I, era il conte d'Orleans che, assieme a Ugo conte di Tours, fu inviato ad unirsi al re d'Aquitania, Pipino I, per portare aiuto alla città di Barcellona, assediata dai Mori.
Presumibilmente tra l'828 e l'829, per la sua inerzia, secondo il cronista Adrevaldo (Adrevaldo Monacho Floriacensi), nel suo Miracula Sancti Benedicti Matfrid I fu privato della contea a favore di Oddone.
Da quell'anno (828), Oddone si schierò col suo imperatore, Ludovico il Pio, nelle dispute tra Ludovico ed i suoi tre figli maggiori.
Nell'830, ancora secondo la Vita Hludowici Imperatoris, Matfrid I fu reinvestito della contea di Orleans a scapito do Oddone.
Secondo gli Annales Bertiniani, nell'834, Oddone col fratello Guglielmo, conte di Blois fecero una spedizione contro Matfrid I e Lamberto I di Nantes, ma durante i combattimenti persero la vita con altri conti; il combattimento avvenne secondo l'archivista e storico, René Merlet, nel suo Les Comtes de Chartres de Châteaudun et de Blois, in Turenna.
Anche gli Annales Fuldenses rammentano la ribellione di Matfrid e del conte Lanberto a fianco di Lotario I ed i combattimenti che seguirono in cui trovo la morte oltre ad altri il conte d'Orleans, Oddone I (molto probabilmente a seguito delle ribellioni a favore di Lotario I, a Matfrid era stata nuovamente revocata la contea).
Mentre, secondo gli Annales Xantenses, nell'834, dopo la vittoria di Ludovico il Pio e la liberazione dell'imperatrice, Giuditta, i fedeli dell'imperatore attaccarono Matfrid I e Lamberto I, che erano sostenitori di Lotario I, li sconfissero e li uccisero, Oddone poi perse la vita in quello stesso anno, mentre secondo le Chroniques des Eglises d'Anjou Guglielmo e Oddone morirono combattendo Lanberto, nell'835.

## Matrimoni e discendenza
Oddone sposò prima una donna di cui non conosciamo né il nome né gli ascendenti e da lei ebbe un figlio:
- Guglielmo (?- 866), che, secondo gli Annales Bertiniani, fu fatto decapitare dal re dei Franchi occidentali, Carlo il Calvo, che era suo parente[15](aveva sposato la sorellastra di Guglielmo, Ermentrude).

Oddone sposò, in seconde nozze la sorella di Adalardo il Siniscalco, Engeltrude, figlia del conte di Fezensac, Liutardo (?- dopo l'812), che era uno dei conti guasconi di Ludovico il Pio, re d'Aquitania e di Grimilde, che gli diede due figli:
- Gebhard (- dopo l'879), che sposò una sorella di Ernesto, conte di Nordgau[20], della stirpe degli Ernestini;
- Ermentrude (27 settembre 830 – 6 ottobre 869), che nell'842, sposò Carlo il Calvo[21].

## Ascendenza
|                     |                     |                 | Genitori       |  |  | Nonni |  |  | Bisnonni |  |  | Trisnonni |  |
|                     |                     |                 |                |  |  |       |  |  | …        |  |  | …         |  |
|                     |                     |                 |                |  |  |       |  |  | …        |  |  | …         |  |
|                     |                     | …               |                |  |  |       |  |  | …        |  |  |           |  |
| Geroldo di Vintzgau |                     |                 |                |  |  |       |  |  | …        |  |  |           |  |
|                     |                     | …               | …              |  |  |       |  |  |          |  |  |           |  |
|                     |                     | …               | …              |  |  |       |  |  |          |  |  |           |  |
|                     |                     | …               | …              |  |  |       |  |  |          |  |  |           |  |
| Adriano d'Orléans   |                     | …               |                |  |  |       |  |  |          |  |  |           |  |
|                     |                     | Hnabi           | Huoching       |  |  |       |  |  |          |  |  |           |  |
|                     |                     | Hnabi           | Huoching       |  |  |       |  |  |          |  |  |           |  |
|                     |                     | Hnabi           | …              |  |  |       |  |  |          |  |  |           |  |
| Emma d'Alemannia    |                     | Hnabi           |                |  |  |       |  |  |          |  |  |           |  |
|                     |                     | …               | …              |  |  |       |  |  |          |  |  |           |  |
|                     |                     | …               | …              |  |  |       |  |  |          |  |  |           |  |
|                     |                     | …               | …              |  |  |       |  |  |          |  |  |           |  |
| Oddone d'Orléans    |                     | …               |                |  |  |       |  |  |          |  |  |           |  |
|                     | Teodorico I d'Autun | …               |                |  |  |       |  |  |          |  |  |           |  |
|                     | Teodorico I d'Autun | …               |                |  |  |       |  |  |          |  |  |           |  |
|                     | Teodorico I d'Autun | …               |                |  |  |       |  |  |          |  |  |           |  |
| Alleaume di Autun   | Teodorico I d'Autun |                 |                |  |  |       |  |  |          |  |  |           |  |
|                     |                     | Alda di Francia | Carlo Martello |  |  |       |  |  |          |  |  |           |  |
|                     |                     | Alda di Francia | Carlo Martello |  |  |       |  |  |          |  |  |           |  |
|                     |                     | Alda di Francia | …              |  |  |       |  |  |          |  |  |           |  |
| Waldrada            |                     | Alda di Francia |                |  |  |       |  |  |          |  |  |           |  |
|                     |                     | …               | …              |  |  |       |  |  |          |  |  |           |  |
|                     |                     | …               | …              |  |  |       |  |  |          |  |  |           |  |
|                     |                     | …               | …              |  |  |       |  |  |          |  |  |           |  |
| …                   |                     | …               |                |  |  |       |  |  |          |  |  |           |  |
|                     |                     | …               | …              |  |  |       |  |  |          |  |  |           |  |
|                     |                     | …               | …              |  |  |       |  |  |          |  |  |           |  |
|                     |                     | …               | …              |  |  |       |  |  |          |  |  |           |  |
|                     |                     | …               |                |  |  |       |  |  |          |  |  |           |  |

### Fonti primarie
- (LA)  Monumenta Germaniae Historica, tomus II.
- (LA)  Monumenta Germaniae Historica, tomus I.
- (LA)  Annales ecclesiastici francorum tomus VIII.
- (LA)  Rerum Gallicarum et Francicarum Scriptores, tomus VI.
- (LA)  Nithardus, Historiae.
- (LA)  Annales Bertiniani.
- (LA)  Chroniques des Eglises d'Anjou.

### Letteratura storiografica
- Gerhard Seeliger, Conquiste e incoronazione a imperatore di Carlomagno, in «Storia del mondo medievale», vol. II, 1999, pp. 358–396
- René Poupardin, Ludovico il Pio, in «Storia del mondo medievale», vol. II, 1999, pp. 558–582
- (FR)  René Merlet Les Comtes de Chartres.